# Koto
Koto（こと）とは、日本の掲示板サイト「Ask Mona」でKoto.cashによって開発された日本で初めての匿名通貨である。現在はKotoDevelopersによって開発が続けられている。通貨単位表記は「KOTO」。

## 概要
2017年12月13日にKoto.cashがAskMona上で正式リリースを発表。
kotodと呼ばれるクライアントプログラムを実行し、Kotoネットワークと接続することでアドレス発行、残高取得、送金を行うことができる。P2P通信なのでネットワークの管理者は存在しない。
Zcashをベースにしていて、アルゴリズムはYescrypt(Globalboost-Yのコードを使用)を採用している。
ブロック高335560まで1ブロックにつき100Kotoが採掘報酬としてブロック発見者に支払われていたが、後述のハードフォークによってブロック高335561以降は1ブロックにつき100Kotoが採掘報酬となり、内3%が開発者報酬として開発者らの管理するマルチシグアドレスに送金される。また、本来ブロック報酬は匿名アドレスへ一旦送金しなければ利用できないが、開発者報酬に限り、資金の流れを可視化する目的で匿名アドレスを経由せずに直接開発者のマルチシグアドレスへ送金される。
Kotoという名前は古都や琴など日本を連想させるものイメージして名付けられた。

## テクノロジー

### 匿名送金機能
Zcash同様、ゼロ知識証明を利用した匿名アドレス（Saplingアドレス、Sproutアドレス）を用いて第三者からの資産情報の追跡を防ぐことができる。　
また、必要に応じて公開取引アドレスを用いる事で取引情報を可視化する事も可能である。

### マイニングアルゴリズム
Kotoは採掘アルゴリズムとしてYescryptを導入しており、Bitcoin等で採掘に利用されているASIC等の専用機材を利用する事ができない。これはASIC等の専用機材による高ハッシュレートの採掘者が採掘を停止した際にネットワークの承認が遅れることや、悪意ある高ハッシュレートの採掘者が攻撃を行う事でネットワークが危機に晒される恐れがあるからである。

### トランザクション展性問題の解決
KotoではトランザクションIDの計算をする際に署名を含めずハッシュ計算する事で、トランザクション展性問題を解決している。

## ハードフォーク
2018年8月にハードフォークが行われた。これはKotoの開発者であるKoto.cashが採掘プール開発者やfaucet開発者にバウンティ配分を終え、プレマイニングの私物化を宣言した後に連絡が取れなくなった為である。その際に今後の方針に関しての議論・投票が公式Discord上で行われた。

## 取引
KotoDevelopersは「運営が上場活動を行う事は資金決済法2条7項2号の「前号に掲げる行為の媒介、取次ぎ又は代理」の「媒介」に当たる」としており、上場活動を行っていない。そのため有志による上場が行われている。